# ۱۳۹۹ (میلادی)
۱۳۹۹ (میلادی) هزار و سیصد و نود و نهمین سال تقویم میلادی است.

## رویدادهادرگذشتگان
- ۱۳ ژوئیه – پتر پارلر، معمار و مجسمه‌ساز آلمانی (ز. ۱۳۳۰)